# Ocean Conservancy
Ocean Conservancy (autrefois appelé Center for Environmental Education) est une ONG ayant pour but la sauvegarde des écosystèmes marins, et opposée aux pratiques qui menacent le climat, la vie marine et humaine.

## Histoire

### Fondation
Ocean Conservancy a été créé en 1972, dans le but de protéger les écosystèmes des milieux marins. La liste des priorités est d'instaurer des zones de pêches équitable et durable, de protéger la faune de l'impact humain et de réformer le gouvernement pour instaurer une meilleure gestion de l'océan.
Les premiers objectifs étaient de promouvoir la santé et l'écosystème des océans.

### Anciens noms
- Delta Corporation (1972 à 1975)
- Center for Environmental Education (1975 à 1989)[3]
- Center for Marine Conservation (1989 à 2001)[4]
- Ocean Conservancy (Depuis 2001)[5]

## Sauver l'océan mondial pour sauver le Climat
« Pour résoudre le changement climatique, souvenez-vous de l’océan ». C'est le titre d'un appel lancé en septembre 2019, dans la revue Nature, par Janis Searles Jones (Ocean Conservancy)
Il est encore temps de sauver les écosystèmes marins et côtiers estime l'ONG, tout en sauvant leur potentiel de captation de CO2, mais les discussions doivent commencer sérieusement et dès maintenant.  La 25e conférence des Nations unies sur le climat (Santiago du Chili, décembre 2019) est sans doute l’une des (ultimes ?) occasions de le faire. 
Au sommet de Rio (1992), les 4 propositions de conventions mondiale de l'ONU portaient sur la biodiversité, le climat, la forêt et la désertification (les deux dernières sont devenues de simples déclaration). La mer n’était pas identifiée comme une grande priorité. 

Ocean Conservancy note que depuis les accords historiques sur le climat (dont l’accord de Paris) ont tous trop « oublié » le rôle de l’océan qui constitue pourtant plus des 2/3 tiers de la planète, un puits de carbone vital, la source de plus de la moitié de notre oxygène et l’essentiel du volume habitable par les espèces) ; il n’a pas reçu "en proportion de son importance l’attention et les budgets de recherche", faisant que les risques qu’il encourt face à la surexploitation, à son acidification, à son eutrophisation et au dérèglement climatique - ainsi qu’aux  solutions qu’il offre - sont encore négligés.
Après 30 ans de travail, le GIEC a publié une 1ère évaluation des effets des émissions croissantes de carbone sur les communautés marines et côtières, confirmant la dépendance de la planète entière vis-à-vis de l’océan, y compris pour l’Homme (le poisson est la principale source de protéines pour plus de trois milliards de personnes). Il conclut qu'avec « seulement +1,5 °C en 2100,  seuls 10 à 30% des récifs coralliens survivront (= 1/4 des habitats des espèces océaniques ; un puits de carbone majeur et une protection contre les tempêtes…). Avec + 2 °C, seuls 1% des récifs pourraient survivre.
En 2019, les services écosystémiques vitaux sont tous en péril alerte Ocean Conservancy ; Même le taux d’oxygène commence à y diminuer en mer. Presque tous les estuaires sont devenus des zones de transit d’engrais, de pesticides, de matières en suspension et d’autres polluants, et leurs bouchons vaseux contribuent aux émissions de CO2 et de méthane, aux pullulations d’algues et de microbes : le nombre des «zones marines mortes» est passé de 300 à 500 en quelques décennies et la plus grande approche les 80 000 km2. L'océan a déjà absorbé 90 % de l'excès de chaleur résultant du réchauffement planétaire. Elle est devenue 30 % plus acide depuis la révolution industrielle, ce qui menace notamment l’aquaculture, la pêche  de nombreuses espèces de coquillages …et environ 60 millions de personnes  qui en dépendent (presque l’équivalent d’un pays comme la France).  Rien qu’aux États-Unis, 100 milliards de dollars de biens immobiliers côtiers sont menacés par la montée de la mer, sans parler des effets des cyclones et nombreuses usines polluantes installées près de ports ou de berges de fleuves ou de canaux et de nombreux sols pollués qui seront inondés.
Les solutions passent par la mer : Restaurer et protéger les récifs et herbiers marins, les mangroves, les prés salés et leurs réseaux trophiques associés, construire des récifs artificiels adéquats séquestrerait jusqu'à 4x fois plus de CO2 que par les forêts terrestres qui par ailleurs se dégradent de plus en plus vite en zone tropicale. Rien qu’aux USA, l’éolien marin pourrait fournir plus de 7 000 térawattheures par an (deux fois toute l'électricité utilisée aux États-Unis en 2014).
Ocean Conservancy appelle à mieux Intégrer l’océan dans les plans-climat et à intégrer dans le droit international des solutions de « décarbonisation » inspirées de la nature et « centrées sur les océans  *. Ceci implique du travail et sans attendre un engagement politique fort rappelle l'ONG. Il faut pour cela mieux protéger l’océan (=>diminuer les émissions des avions et du transport maritime et autres, diminuer la surpêche, la pollution terrigène (par engrais et pesticides notamment), passer de 8% à 30% d’aires marines protégées… pour stopper l’acidification et limiter le réchauffement et l’anoxie, et restaurer et développer les puits de carbone marins. 

Même ainsi des pertes seront inévitables ; il faut donc aussi faciliter la résilience des écosystèmes marins dont en protégeant réellement au moins 30 % d’entre eux (contre 8% environ aujourd'hui). Les espèces y seront alors plus nombreuses, plus variées et de plus grande taille, formant des noyaux de recolonisation pour le reste de la mer. 

Il faut enfin planifier les infrastructures régionales pour s'adapter à la montée de la mer et à des événements extrêmes.

### Réactions, critiques
- En 2011, alors que les propositions de l'ONG (et d'autres ONG comme WWF...) , notamment visant à augmenter le nombre d'aires marines protégées inquiètent certains représentants du secteur de la pêche industrielle. Ainsi, le Gloucester Times s'est dit préoccupé par le fait que Ocean Conservancy travaillait trop étroitement avec la NOAA (administration nationale des océans et de l'atmosphère) sur des  politiques qui selon le lobby de la pêche industrielle affaibliraient ce secteur économique[7], bien que de nombreuses études aient montré que les AMP (aires marines protégées) sont aussi des moyens efficaces de conserver des noyaux de recolonisation pour des espèces qui ont été malmenées par la surpêche ;
- En 2012, un représentant du gouverneur de la Louisiane, Bobby Jindal, a déclaré que les propositions de nettoyage à la suite de la marée noire de BP, décrites dans un rapport parrainé par Ocean Conservancy, ainsi que par le Fonds de défense de l'environnement, la National Audubon Society, la Nature Conservancy , Oxfam et la Fédération nationale de la faune, étaient irréalistes[8].
- En 2015, l'alliance mondiale pour les alternatives à l'incinération (groupe de plus de 200 dirigeants et organisations d'ONG ont envoyé une lettre ouverte et une critique technique du rapport Stemming the Tide[9] d'Ocean Conservancy, également paru en 2015. Ces critiques portaient sur le plaidoyer en faveur de l'incinération présentée par Ocean Conservancy comme un moyen de réduire les apports de déchets (plastiques notamment) en mer. Selon les contradicteurs, le rapport ne tenait pas compte des effets et couts sociaux environnementaux et économiques dommageables que cette incinération aurait sur les villes indoasiatiques, d'autant que le rapport proposait aussi d'entreposer des déchets à leur proximité. Certains arguments portaient aussi sur l'acceptation de la nécessité des plastiques[10].